# Barthélemy Faujas de Saint-Fond

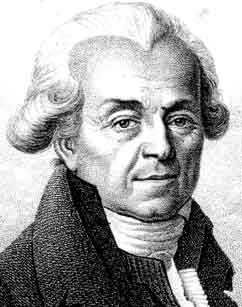
Barthélemy Faujas de Saint-Fond.

Barthélemy Faujas de Saint-Fond (Montélimar, 17 de maio de 1741 - 18 de julho de 1819) foi um geólogo francês.

## Biografia
Barthélemy Faujas de Saint-Fond foi educado numa escola jesuíta em Lyon. Mais tarde estudou direito, sendo admitido como advogado no parlamento. Foi presidente do tribunal dos senescais, em Montélimar (1765), mas o interesse pela natureza, nomeadamente nas suas viagens aos Alpes e ao Maciço Central, levaram-no a abandonar as suas funções, e a dedicar-se ao estudo da geologia.
Em 1775 viajou até Puy-en-Velay, onde descobriu um considerável depósito de pozolana que, mais tarde, seria explorado pelo governo. No ano seguinte contactou com o Conde de Buffon, que se interessou por seu trabalho. Convidado por este para se deslocar a Paris, Saint-Fond desistiu da carreira de advogado, sendo nomeado pelo rei Luís XVI para assistente do Museu Nacional de História Natural onde, em 1785 e 1788, foi comissário real para as minas.
Uma das suas obras mais importantes foi Recherches sur les volcans éteints du Vivarais et du Velay (1778) (Pesquisa sobre os vulcões extintos de Viverai e do Velay). Neste trabalho, rico em factos e observações, Saint-Fond desenvolveu a teoria da origem dos vulcões. Como comissário para as minas, viajou por quase todos os países da Europa, estudando a sua geologia. Foi Saint-Fond o primeiro a reconhecer a natureza vulcânica das colunas de basalto da Gruta de Fingal, em Staffa, embora esta ilha escocesa já tivesse recebido a visita de Sir Joseph Banks, em 1772, que observou a possível natureza basáltica, semelhante à Calçada dos Gigantes, na Irlanda.
Em 1785 foi nomeado comissário do rei para as fábricas, arsenais e florestas reais. O seu salário anual era, neste período, de 4.000 livres, com um complemento de 2.000 livres para despesas de viagem, além do seu salário de 6.000 livres da sua função de assistente no museu.
Em 1793 foi nomeado professor de geologia, o primeiro, do Jardim das Plantas de Paris, função que exerceu até aos oitenta anos de idade. Reformou-se em 1818, retirando-se para a sua casa de Saint-Fond, em Delfinado.
Barthélemy Faujas de Saint-Fond também se interessou pelo balonismo, nomeadamente pelas experiências dos Irmãos Montgolfier, tendo publicado o trabalho Description des expériences de la machine aérostatique de MM. Montgolfier, &c. (1783, 1784).

## Obras
- Mémoire sur des bois de cerfs fossiles (1776).
- Œuvres de Bernard Palissy, revues sur les exemplaires de la Bibliothèque du Roi (1777).
- Recherches sur la pouzzolane, sur la théorie de la chaux et sur la cause de la dureté du mortier (1778).
- Recherches sur les volcans éteints du Vivarais et du Velay (1778).
- Mémoire sur la manière de reconnaître les différentes espèces de pouzzolane (1780).
- Histoire naturelle de la province de Dauphiné (1781).
- Description des expériences de la machine aérostatique de MM. de Montgolfier et de celles auxquelles cette découverte a donné lieu, suivie de recherches sur la hauteur à laquelle est parvenu le ballon du Champ-de-Mars… (1783-1784).
- Minéralogie des volcans, ou Description de toutes les substances produites ou rejetées par les feux souterrains (1784).
- Recherches sur l'art de voler, depuis la plus haute antiquité jusqu'à ce jour, pour servir de suite à la « Description des expériences aérostatiques » (1784).
- Essai sur l'histoire naturelle des roches de trapp (1788).
- Essai sur le goudron du charbon de terre (1790).
- Voyage en Angleterre, en Écosse et aux îles Hébrides, ayant pour objet les sciences, les arts, l'histoire naturelle et les mœurs (1797).
- Histoire naturelle de la montagne de Saint-Pierre de Maestricht (1798).
- Essai de géologie, ou Mémoires pour servir à l'histoire naturelle du globe (1803-1809).
- Mémoire sur une grosse dent de requin et sur un écusson fossile de tortue, trouvés dans les carrières des environs de Paris (1803).